# Andreas Wieczorek
Andreas Wieczorek (* 14. Januar 1974) ist ein ehemaliger deutscher Fußballspieler und heutiger Trainer.

## Karriere
Nachdem Wieczorek bereits in der Jugend der Sportfreunde Siegen gespielt hatte, schaffte er hier den Sprung ins Seniorenteam. Nach seiner ersten Saison wechselte er zum SV Langenau 08. Mit Langenau spielte er ein Jahr in der Verbandsliga Westfalen, bis der Bundesligist VfL Bochum sich seine Dienste sicherte. Ab der Saison 1994/95 stand er im Kader, mit Spielern wie Uwe Wegmann, Dariusz Wosz und Eric Wynalda. Der Verantwortliche an der Seitenlinie war Jürgen Gelsdorf, bis Klaus Toppmöller im November übernahm. Kurz nachdem Toppmöller Trainer des VfL war, kam Wieczorek zu seinem Debüt in der Bundesliga. Am 14. Spieltag wurde er in der 74. Spielminute beim Auswärtsspiel gegen den VfB Stuttgart für Uwe Stöver, beim Stand von 2:1 für Stuttgart eingewechselt, das Spiel endete 2:2. Im Rest der Saison kam Wieczorek nicht mehr zum Einsatz und der VfL belegt einen Abstiegsplatz und stieg in die 2. Bundesliga ab. Er blieb und kam in der Saison 1995/96 zu drei Kurzeinsätzen, er wurde jeweils eingewechselt. Bochum feierte mit zwölf Punkten Vorsprung die Meisterschaft und den direkten Wiederaufstieg in die Bundesliga. Der VfL setzte anschließend nicht mehr auf die Dienste von Wieczorek, der die nächsten Jahr kurze Gastspiele bei den Sportfreunde Siegen, dem FC Remscheid, der SG 06 Betzdorf, dem VfB Lübeck, Eintracht Braunschweig und der SV Elversberg gab. Er blieb bei keiner seiner Stationen länger als zwei Jahre. Erst bei der TuS Erndtebrück fasste er langfristig Fuß. Danach ließ er seine Karriere bei Rot-Weiß Hünsborn ausklingen.
Bei Rot-Weiß Hünsborn war er von 2009 bis 2013 als Trainer tätig und stieg mit dem Team in die Landesliga auf. Dann folgte eine Saison beim SV Fortuna Freudenberg und drei Jahre als Übungsleiter beim Kiersper SC. Seit 2017 ist er nun Trainer des SuS Niederschelden-Gosenbach in der Bezirksliga Südwestfalen.